# Stazione di Lecce
Stazione di Lecce vasútállomás Olaszországban, Puglia régióban, Lecce településen.

## Vasútvonalak
Az állomást az alábbi vasútvonalak érintik:
- Ancona–Lecce-vasútvonal
- Martina Franca–Lecce-vasútvonal
- Zollino–Gallipoli-vasútvonal
- Maglie–Otranto-vasútvonal

## Kapcsolódó állomások
A vasútállomáshoz az alábbi állomások vannak a legközelebb: 
- Stazione di Trepuzzi
- Stazione di San Cesario di Lecce